# O żegludze
O żegludze (wł. De navigatione) – traktat żeglarski w języku włoskim napisany przez Benedetta Cotruglego około 1464 roku.

## Dzieło

### Cel powstania
Dzieło miało za zadanie dawać praktyczne wskazówki żeglarzom i zostało napisane w wyniku rozmyślań Cotruglego na temat wykształcenia ówczesnych marynarzy, którzy w większości nie potrafili dokonywać prostych kalkulacji, na przykład pozwalających wyliczyć pozostałą do przepłynięcia odległość. Traktat miał być uogólnieniem spostrzeżeń odnośnie do niebezpieczeństw, jakie czyhają na ludzi powierzających swoje życie ludziom niewykształconym. W swoim dziele Cotrugli dał wyraz przekonaniu, wbrew powszechnie panującemu w średniowieczu poglądowi, że konieczne jest powiązanie teorii z praktyką. Według Cotruglego wykształcony marynarz jest dla niego tak samo wybitnym autorytetem jak filozof lub astronom.

### Budowa i treść
Autor, omawiając dziedzinę żeglarstwa, powoływał się na licznych autorów starożytnych, jak i mu współczesnych, własne doświadczenia, współczesnych mu marynarzy, jak i ludowe przysłowia. Według badaczy w czterech księgach, podzielonych na rozdziały, cytuje ponad 60 autorów tekstów traktujących o morzu. W pierwszej księdze został wyłożony temat geografii mórz, wysp i portów. W drugiej omówione są rodzaje żeglugi od najdawniejszych czasów oraz zasady doboru i zadania załogi statku. W księdze trzeciej został zawarty opis przyrządów żeglarskich (busoli), wiatrów i znaków na niebie ułatwiających żeglowanie oraz prognozowania nadejścia sztormu. Ostatnia księga, niepełna i składająca się tylko z dwóch rozdziałów, zawiera opis wybrzeży i portów Morza Śródziemnego od Gibraltaru do północnych wybrzeży Adriatyku, urywając się na opisie portu w Akwilei. Traktat zawiera także dedykację, napisaną w języku łacińskim, dla Senatu Wenecji.

## Odnalezienie
Traktat ten był uważany za zaginiony, jednak w 1990 została odnaleziona jego kopia na Uniwersytecie Yale dzięki pracy Paula Oskara Kristellera. W 2003 kopię tę wydał w Chorwacji, we włoskiej wersji językowej, Damir Salopka. Badacze spekulują na temat przyczyny niepełnego opisu zagadnień w ostatniej części dzieła. Prawdopodobnie autor nie dokończył swojego dzieła, za czym przemawiają liczne błędy w całym tekście, które mogły spowodować, iż nie doczekało się ono właściwego wydania w okresie renesansu.